# Candona delawarensis
Candona delawarensis är en kräftdjursart som först beskrevs av Turner 1894.  Candona delawarensis ingår i släktet Candona och familjen Candonidae. Inga underarter finns listade.